# Das Duplikat
Das Duplikat (Originaltitel: Datalore) ist die 13. Episode der ersten Staffel der US-amerikanischen Science-Fiction-Fernsehserie Raumschiff Enterprise – Das nächste Jahrhundert. Sie wurde in den Vereinigten Staaten über Syndication vermarktet und erstmals am 18. Januar 1988 auf verschiedenen Fernsehsendern ausgestrahlt. In Deutschland erschien sie zum ersten Mal im April 1989 in einer synchronisierten Fassung auf VHS. Im deutschen Fernsehen war sie zum ersten Mal am 1. Dezember 1990 in einer zweiten Synchronfassung im ZDF zu sehen.

## Handlung
Im Jahr 2364 bei Sternzeit 41242.4 bietet sich für die Enterprise eine Gelegenheit für einen kurzen Besuch im Omicron-Theta-Sternensystem. Hier befand sich einst eine Föderationskolonie, deren Bewohner vor 26 Jahren auf ungeklärte Weise verschwanden. Nur der bewusstlose Android Data, der jetzt als zweiter Offizier auf der Enterprise dient, wurde damals von einem Rettungsteam gefunden.
Ein Außenteam bestehend aus Data, dem ersten Offizier Riker, der Sicherheitschefin Yar und den Lieutenants La Forge und Worf beamt auf den Planeten, der einst landwirtschaftlich genutzt wurde, jetzt aber eine völlig tote Welt ist. An der Stelle, an der Data gefunden wurde, entdecken sie in einer Felswand einen versteckten Zugang zu einem unterirdischen Labor. Darin hängen an einer Wand mehrere Kinderzeichnungen, die anscheinend alle das gleiche Ereignis zeigen. Data weiß nicht, was sie bedeuten, erinnert sich aber dunkel, dass sie etwas Gefährliches zeigen dürften. In einem Lagerraum macht das Außenteam schließlich eine noch erstaunlichere Entdeckung: ein weiterer, in seine Einzelteile zerlegter Android, der Data exakt gleicht.
Zurück auf der Enterprise beginnt ein Team aus Ingenieuren und Medizinern damit, den Androiden zusammenzusetzen. Zu ihrer Unterstützung bietet sich Data als Vergleichsobjekt an. Dabei verrät er Schiffsärztin Beverly Crusher im Vertrauen, dass er einen Ein/Aus-Schalter besitzt. Als die Arbeit abgeschlossen ist, erwacht der Android. Er stellt sich selbst als Lore vor und erklärt, er sei von Noonien Soong als Nachfolger von Data konstruiert worden, weil dieser von seinem Schöpfer als unvollkommen angesehen wurde.
Es zeigt sich, dass Lore die gleichen Fähigkeiten besitzt wie Data, jedoch deutlich besser darin ist, menschliches Verhalten nachzuahmen. Data möchte seinen Bruder lehren und macht ihn mit dem Schiffssystemen vertraut. Als sie später allein in Datas Quartiers sind, offenbart Lore, dass er gelogen hat. Tatsächlich war er es, der von Soong zuerst erschaffen wurde. Doch die Kolonisten auf Omicron Theta hatten Angst vor ihm. Darum wurde er wieder abgeschaltet und Soong erschuf einen weniger perfekten Androiden. Er bietet Data an, ihm dabei zu helfen, menschlicher zu werden, macht aber auch klar, dass er sich den Menschen eigentlich überlegen fühlt.
Dank einem Bericht von Lore herrscht jetzt Klarheit über das Verschwinden der Kolonisten. Demnach wurde der Planet von einem im Weltraum lebenden Kristallinwesen angegriffen, das sämtliches Leben aufsaugte. Data und Lore haben nur überlebt, weil sie anorganisch sind.
Als sie wieder im Quartier allein sind, gibt Lore vor, das Wiedersehen mit seinem Bruder mit einer menschlichen Sitte feiern zu wollen. Sie stoßen mit Champagner an, doch in Datas Glas befindet sich ein Mittel, das ihn außer Gefecht setzt. Nun offenbart Lore seine wahren Absichten: Er hat gelernt, mit dem Kristallinwesen zu kommunizieren, und es zu den Kolonisten gelockt, um sich an ihnen zu rächen. Jetzt will er sich als Data ausgeben und das Wesen zur Enterprise locken. Er setzt einen Funkspruch ab, was die Brückenbesatzung misstrauisch macht. Fähnrich Wesley Crusher soll nach dem Rechten sehen. Lore hat inzwischen mit Data die Kleidung gewechselt. Er behauptet, „Lore“ habe ihn angegriffen und er sei gezwungen gewesen, ihn abzuschalten. Ein seltsames Zucken im Gesicht lässt Wesley zweifeln, ob es wirklich Data ist, mit dem er spricht, doch er denkt sich zunächst nichts dabei. Als er auf der Brücke schließlich doch seine Bedenken offen äußert, wollen ihm die anderen Offiziere zunächst nicht glauben. Captain Picard beschließt, dass Wesley und Riker „Data“ begleiten sollen, um nach „Lore“ zu sehen. Doch „Data“ spielt den beiden nur ein unkontrolliertes Verhalten seines bewusstlosen Bruders vor, ohne ihn wieder zu aktivieren.
Die Sensoren der Enterprise erfassen das Kristallinwesen. Es nähert sich schnell und „Data“ schlägt vor, mit ihm zu kommunizieren. Schließlich will er dem Wesen klarmachen, dass die Enterprise gefährlich ist, indem er einen Baum ins All beamt und mit den Schiffsphasern zerstört. Erneut äußert Wesley Zweifel an „Datas“ Identität. Picard glaubt ihm nicht, doch schickt er Worf, um „Data“ zu beobachten. Auf dem Weg zum Frachtraum gibt sich Lore im Turbolift offen zu erkennen und schlägt Worf bewusstlos.
Wesley gelingt es schließlich, seine Mutter, die Schiffsärztin, von seinen Bedenken zu überzeugen. Sie reaktivieren den bewusstlosen Data und gehen mit ihm in den Frachtraum. Dort kommuniziert Lore mit dem Kristallinwesen. Es kommt zu einem erbitterten Kampf. Schließlich gelingt es Data, Lore auf eine Transporterplattform zu stoßen, und Wesley beamt ihn umgehend ins All. Ohne seinen Kontaktmann lässt das Kristallinwesen von der Enterprise ab und das Schiff kann seine Reise gefahrlos fortsetzen.

## Verbindungen zu anderen Star-Trek-Produktionen
Der Name von Datas Erschaffer Noonien Soong geht zurück auf Kim Noonien Wang, einen Freund des Star-Trek-Schöpfers Gene Roddenberry, mit dem er im Zweiten Weltkrieg gedient hatte. Roddenberry hatte bereits die Figur des Khan Noonien Singh, die erstmals in der Raumschiff-Enterprise-Folge Der schlafende Tiger von 1967 auftrat, nach Kim benannt. Roddenberry hatte nach dem Krieg den Kontakt zu ihm verloren und hoffte, er würde sich melden, wenn er in der Serie seinen Namen hören würde.
Einige Elemente aus dieser Folge wurden in späteren Star-Trek-Produktionen wieder aufgegriffen:
- Datas Bruder Lore tritt noch in drei weiteren Folgen der Serie auf und wird in einigen anderen erwähnt. Er wird schließlich abgeschaltet und im inaktiven Zustand aufbewahrt. In der dritten Staffel von Star Trek: Picard aus dem Jahr 2023, die 37 Jahre nach den Ereignissen aus Das Duplikat spielt, werden die Bewusstseine von Lore und dem inzwischen verstorbenen Data zusammen mit denen von anderen Androiden in einen neuen, menschenähnlichen Golem-Körper übertragen. Nach einem anfänglichen inneren Kampf setzt sich schließlich Data als die dominierende Persönlichkeit durch.
- Datas Erschaffer Noonien Soong wird hier zum ersten Mal erwähnt. Er hat später Auftritte in drei Folgen der Serie und wird in diesen ebenfalls von Brent Spiner gespielt. In den Nachfolgeserien Star Trek: Enterprise und Star Trek: Picard werden mehrere männliche Vor- und Nachfahren von Noonien Soong eingeführt. Auch diese werden von Brent Spiner verkörpert.
- Datas Ein/Aus-Schalter spielt noch in drei weiteren Folgen der Serie eine Rolle.
- Das Kristallinwesen tritt in Folge 5.04 (Das Recht auf Leben) von Raumschiff Enterprise – Das nächste Jahrhundert aus dem Jahr 1991 erneut auf. In der animierten Serie Star Trek: Lower Decks ist seit der dritten Staffel ein Kristallinwesen im Vorspann zu sehen.

## Produktion

### Drehbuch
Das Duplikat ist die letzte Folge, an deren Drehbuch Star-Trek-Schöpfer Gene Roddenberry beteiligt war.
Lore war ursprünglich als weiblicher Android geplant, in den sich Data verlieben sollte. Die Idee des „bösen Zwillings“ wurde von Brent Spiner eingebracht. Bereits in Raumschiff Enterprise tauchte ein zweigeteilter Kirk in Kirk : 2 = ? auf. Diese Art Doppelgänger, die einem guten Darsteller sein böses alter Ego gegenüberstellten, waren in der Serienproduktion seit den 1950er Jahren beliebt (siehe auch: Der falsche Mann von Alfred Hitchcock). Eine andere frühe Idee sah eine Sternenflottenoffizierin namens Minuet vor, die sich in Riker verlieben und sich schließlich als Android entpuppen sollte.

### Regie
Als Regisseur von Das Duplikat  war ursprünglich Joseph L. Scanlan vorgesehen. Da es jedoch Probleme bei der Produktion gab, wurde kurzfristig die Produktionsreihenfolge mit der Episode Der große Abschied getauscht. Die Regie übernahm Rob Bowman, der ursprünglich Der Große Abschied inszenieren sollte.

### Darsteller
Die Hauptfigur Deanna Troi (Marina Sirtis) hat in dieser Folge keinen Auftritt.
Biff Yeager hat hier seinen letzten von zwei Auftritten als Argyle, der Chefingenieur der Enterprise. Im Verlauf der ersten Staffel waren insgesamt vier Chefingenieure zu sehen, bevor Geordi La Forge (LeVar Burton) diesen Posten mit Beginn der zweiten Staffel dauerhaft übernahm.
Data und Lore wurden in dieser Folge von vier verschiedenen Personen verkörpert. Neben dem Schauspieler Brent Spiner waren dies Stuntdouble Brian J. Williams, Filmdouble Ken Gildin und eine unbekannte Person als weiteres Filmdouble.

### Kulissen
Datas Quartier ist in Das Duplikat zum ersten Mal zu sehen. Sein Erscheinungsbild unterscheidet sich hier noch deutlich von späteren Folgen.

### Effekte
Das Kristallinwesen wurde vollständig mittels CGI erzeugt. Es handelte sich um einen der ersten Einsätze dieser Technik im Star-Trek-Franchise. Für die 2012 erschienene Remastered-Version wurde ein neues Modell erstellt, da die ursprünglichen CGI-Dateien nicht mehr vorhanden waren.

## Rezeption
Keith DeCandido bewertete Das Duplikat 2011 auf tor.com als eine ganz furchtbare Folge von Raumschiff Enterprise – Das nächste Jahrhundert. Er hielt sie zwar im Gesamtkontext der Serie für sehr wichtig, da hier der Grundstein für Datas Hintergrundgeschichte gelegt wird. Für sich betrachtet sei die Folge jedoch sehr schwach. Den unbekümmerten Umgang der Mannschaft mit Lore hielt DeCandido für unglaubhaft. Dass niemand außer Wesley Lores falsches Spiel durchschaut, sei nur dadurch erreicht worden, dass der Rest der Mannschaft absichtlich dumm geschrieben worden sei.
Ed Gross listete Das Duplikat 2016 auf empireonline.com in einer Aufstellung der 50 besten bis dahin ausgestrahlten Star-Trek-Folgen auf Platz 38.
Kevin Wong zählte Das Duplikat 2020 auf der Website gamespot.com zu den elf absonderlichsten Momenten von Raumschiff Enterprise – Das nächste Jahrhundert.
Anthony Vieira führte Das Duplikat 2021 auf der Website collider.com in einer Liste der 25 besten Folgen von Raumschiff Enterprise – Das nächste Jahrhundert auf Platz 20.